# Протокол Лобанова — Ямаґати
Протокол Лобанова–Ямаґати (яп. 山縣・ロバノフ協定 ямаґата-робанофу кьо: тей) — документ, що закріплював позиції Росії і Японії з корейського питання, який був підписаний у Санкт-Петербурзі 28 травня (9 червня) 1896 року міністром закордонних справ Росії Олексієм Ростовським і представником Японії на коронації Миколи ІІ Арітомо Ямаґатою як доповнення до російсько-японського меморандуму з цього ж питання від 2 (14) травня 1896.
Протокол підводив підсумки російсько-японських переговорів після вбивства японськими агентами в жовтні 1895 корейської королеви і втечі короля до будівлі російської місії. Обидві сторони домовилися про повернення короля. Документ передбачав спільний контроль обох держав над бюджетом та іноземними позиками Кореї, формуванням корейських збройних сил і поліції. За Японією закріплювалось управління діючими телеграфними лініями в Кореї, а Росії надавалось встановлювати телеграфне сполучення між Сеулом і російським кордоном. Корейський уряд отримував право викупити ці лінії. Передбачались взаємні консультації між Росією і Японією усіх питань, що стосуються Кореї.
Протокол відображав устремління царської влади обмежити японський вплив у Кореї, яке стало переважаючим після японо-китайської війни 1894—1895 рр.
У 1898 р. був доповнений протоколом Нісі — Розена.